# Carterella
Carterella là một chi thực vật có hoa trong họ Thiến thảo (Rubiaceae).

## Loài
Chi Carterella gồm các loài: